# Tim Minear
Tim Minear, né le 29 octobre 1963 à New York, est un scénariste et réalisateur américain.

## Biographie

### Formation et carrière
Timothy P. Minear est né à New York et a grandi à  Whittier (Californie), avant d'étudier le cinéma à l'université d'État de Californie à Long Beach.
Il a commencé sa carrière en tant qu'assistant réalisateur pour Re-Animator (1985) puis Platoon (1987) avant de se tourner principalement vers l'écriture de scénarios pour des séries télévisées, dont  X-Files : Aux frontières du réel, Zorro et Loïs et Clark. 
En 1999, il se fait remarquer en tant que scénariste et producteur exécutif sur la série fantastique Strange World, créée par Howard Gordon.
Il est ainsi choisi par Joss Whedon pour intégrer la salle d'écriture de la série fantastique Angel. Il y gravit rapidement les échelons, signant de nombreux épisodes clés dès la seconde saison. Il devient le numéro 3 du programme sur la troisième saison, qu'il quitte quand Whedon le choisit pour co-showrunner sa série de science-fiction Firefly. Le programme est acclamé par la critique, mais s'arrête au bout de sa seule et unique saison. Minear revient sur Angel juste pour écrire et réaliser le dernier épisode de la quatrième saison.
Il quitte Whedon pour devenir le show runner d'autres éphémères programmes, tous diffusés sur la chaîne FOX : en 2004, la comédie fantastique Wonderfalls, en 2005, le thriller The Inside : Dans la tête des tueurs (co-créé avec Howard Gordon), et en 2007, la série d'action Drive, diffusée par la Fox en avril 2007, mais également annulée, cette fois au bout de seulement quatre épisodes. Le programme devait revenir pour deux épisodes supplémentaires le 4 juillet 2007, mais ceux-ci ont d'abord été reprogrammés au 13 juillet avant d'être annulés. 
Entre 2009 et 2010, il retrouve Whedon pour sa quatrième série, le thriller de science-fiction Dollhouse, qui connait deux saisons sur la chaîne FOX.
Il collabore ensuite avec Shawn Ryan, ancien scénariste de Angel (et devenu un producteur reconnu et confirmé en créant le polar urbain The Shield). À ses côtés, il écrit et produit la comédie dramatique policière Terriers, et le thriller policier The Chicago Code. Les deux programmes, diffusés entre 2010 et 2011, sont tous deux annulés au bout d'une saison.
Depuis 2011, il est scénariste et producteur délégué de la série anthologique d'horreur American Horror Story, créée et développée par Ryan Murphy. Le programme en est à sa septième saison, et combine excellentes critiques et bonnes audiences. Minear reçoit même deux nominations aux Emmy Awards en 2013 et 2014.

### Style et autres projets
Minear travaille souvent avec Joss Whedon, et son œuvre est généralement caractérisée par un humour noir et tranchant, et une capacité à dépeindre des personnages sympathiques et compréhensibles, mais moralement ambigus. Par exemple, dans la saison 2 d'Angel, Minear a écrit tous les épisodes clefs de l'arc « beige Angel ».
En 2004, Tim Minear a indiqué qu'il était embauché pour écrire un scénario pour Révolte sur la Lune. En 2006, Minear a fini ce script qui a été envoyé à divers réalisateurs
En 2007, Minear a reçu de ABC la commande d'un pilote pour Miracle Man, une série dramatique pour laquelle la compagnie rivalisait avec Fox Broadcasting Company. La série est produite par 20th Century Fox Television, avec qui Minear signe un accord global. Le projet n'aboutira pas.

## Filmographie

### Réalisateur
- 2000-2003 : Angel (7 épisodes : Darla, Sa Majesté Cordelia, Le Fils d'Angel, Rivalités, Un nouveau monde, Bénédiction et Une vraie famille)
- 2002-2003 : Firefly (2 épisodes : Pilleurs d'épave et Le Message)
- 2005 : The Inside : Dans la tête des tueurs (1 épisode)
- 2009-2010 : Dollhouse (2 épisodes)

### Scénariste
- 1990-1992 : Zorro (4 épisodes)
- 1996-1997 : Loïs et Clark (5 épisodes)
- 1998 : X-Files : Aux frontières du réel (épisodes Kitsunegari et L'Œil de l'esprit)
- 1999-2003 : Angel (18 épisodes : Raisons et Sentiments, Sacrifice héroïque, Rêves prémonitoires, 1753, Sanctuaire, L'Hôtel du mal, Darla, L'Épreuve, Retrouvailles, Le Grand Bilan, Retour à l'ordre, Sa Majesté Cordelia, Le Sens de la mission, Billy, Le Fils d'Angel, Rivalités, Bénédiction et Une vraie famille)
- 2002 et 2003 : Firefly (4 épisodes : L'Attaque du train, Pilleurs d'épave, La Panne et Le Message)
- 2004-2005 : Wonderfalls (2 épisodes)
- 2005-2006 : The Inside : Dans la tête des tueurs (13 épisodes)
- 2007 : Drive (7 épisodes)
- 2009-2010 : Dollhouse (4 épisodes)
- 2010 : Terriers (1 épisode)
- 2011 The Chicago Code (1 épisode)
- 2011-2015 : American Horror Story (9 épisodes)